# Salvador Julianelli
Salvador Julianelli foi um político brasileiro, tendo exercido o mandato de deputado federal pelo estado de São Paulo entre os anos de 1975 á 1987.

## Biografia
José Salvador Julianelli nasceu na cidade de São Paulo no dia 29 de março de 1917, filho de Emílio Julianelli e de Conceição Julianelli.